# Ageneiosus ucayalensis
Ageneiosus ucayalensis es una especie de pez de la familia Auchenipteridae en el orden de los Siluriformes.

## Morfología
Los machos pueden llegar alcanzar los 28,3 cm de longitud total.

## Alimentación
Come principalmente peces hueso.

## Distribución geográfica
Se encuentran en Sudamérica: cuencas de los ríos Orinoco,  Amazonas y  Paraná. También está presente en las Guayanas.